# Torsten Lindqvist
Torsten Lindqvist, född 2 december 1925 i Säffle, död 3 november 2002 i Uppsala, var en svensk friidrottare.
Han blev olympisk silvermedaljör i Helsingfors 1952.